# مبدع
المبدع هو الشخص الذي أنشأ عملاً مستقلاً. ويقصد بالاستقلالية أن يكون العمل نتيجة لإنجاز فكري يميزه عن الأعمال السابقة من نفس النوع.
الإبداع هو: إحداث شيء على غير مثال سابق، وبلا احتذاء واقتداء، ولا يفرق بين الإبداع والابتداع والاختراع، والإبداع عند الفلاسفة: إيجاد الشيء من عدم، فهو أخص من الخلق،
كذلك الإبداع هو قدرة عقلية عامّة تدفع الشخص للبحث عن الجديد وإنتاجه، والمبدع يتميز بالطلاقة أي القدرة على إنتاج أكبر عدد ممكن من الأفكار عن موضوع معين في وحدة زمنية ثابتة.
كما يقصد بالمبدع الشخص الذي ابتكر شيئًا جديدًا، خاصة في مجالات الأدب والموسيقى والفنون الجميلة والعلوم. يشير المصطلح عموما إلى الشخص الذي يبدع أو يسبب أو يبادر في المقام الأول بشيء ما أو يعمل محرضا أو بادئا أو مؤلفا أو مسببا. يمكن أيضًا من حيث المبدأ أن يكون الشخص الاعتباري هو المبدع، لكن هذا غير ممكن في بعض البلدان بموجب القانون كما في ألمانيا.
ينظم إبداع المصنفات بالتفصيل في قوانين حقوق الطبع والنشر الوطنية والمعاهدات الدولية في جميع البلدان تقريبًا في جميع أنحاء العالم، حيث أن ذلك ذو أهمية مركزية لقابلية استغلال المبدعين اقتصاديا لمصنفاتهم. أصبحت مسألة حماية ما يسمى بالملكية الفكرية منذ التسعينيات ذات أهمية متزايدة بسبب الفرص الجديدة التي نشأت مع الرقمنة الشاملة (المعروفة أيضًا بالثورة الرقمية).
يعد الصحفيون والمصورون ومصممو الجرافيك أيضًا مبدعين لأعمالهم. ويعتمد وجود حماية قانونية فعلية للعمل المعني على مستوى الإبداع الفردي، والذي يُفترض دائمًا توفره في حالة النصوص الصحفية.
علما أن المبدع ليس اسماً من أسماء الله تعالى ولا صفة من صفاته لعدم وروده في الكتاب أو السنة.